# تروخیانوس
تروخیانوس (به اسپانیایی: Trujillanos) یک شهرستان در اسپانیا است که در استان باداخس واقع شده‌است.